# Kompetenzorientierung (Hochschule)
Kompetenzorientierung ist ein zentrales Ordnungs- und Handlungsprinzip zur Gestaltung von Hochschullehre und Studium.

## Ansatz
Ziel des Ansatzes der Kompetenzorientierung ist es, Studierende dazu zu befähigen, sowohl Fachwissen als auch Haltungen reflektiert zu nutzen und weiterzuentwickeln. Dabei sollen nicht nur fachliche Kompetenzen, sondern auch Werte, Einstellungen und überfachliche Kompetenzen (Schlüsselkompetenzen) möglichst integriert gefördert werden. Denn Fachwissen bildet zwar die Grundlage akademischer Leistungen, doch erst durch die Fähigkeit, dieses Wissen verantwortungsvoll und kontextsensibel anzuwenden, entsteht Handlungskompetenz.
Kompetenzorientierung an Hochschulen fokussiert damit im Sinne des Constructive Alignments insbesondere die wechselseitig aufeinander bezogenen Gestaltungselemente von Studium und Lehre.
1. die systematische Beschreibung von Zielen von Hochschullehre im Sinne von zu definierenden Learning Outcomes,
2. die lernförderliche Gestaltung von Lehr- und Lernaktivitäten sowie
3. die Gestaltung von Prüfungen zur Erfassung von Kompetenzen

## Die kompetenzorientierte Beschreibung von Zielen von Hochschullehre
Diese orientiert sich daran, was Studierende nach Abschluss einer Lehrveranstaltung, eines Moduls oder eines Studiengangs tatsächlich tun können (Handlungskompetenz). Beispiel: Die Studierenden sind nach Abschluss des Studiums in der Lage, einen wissenschaftlichen Artikel in der Disziplin xy zu erstellen, die Inhalte einem Fachpublikum vorzustellen und mit ihm in den Diskurs zu treten.
Die Kompetenz umfasst dabei je nach Kompetenzmodell spezifische Teilkompetenzen. Das Modell von Roth kennt vier Teilkompetenzen, die zusammen die Handlungskompetenz bilden. Diese sind je nach Handlung unterschiedlich gewichtet:
- Fachkompetenz (Fachliches Wissen)
- Methodenkompetenz
- Sozialkompetenz
- Personalkompetenz.[5]

Seit dem im Bologna-Prozess entwickelten europäischen Vereinbarungen sind Hochschulen gehalten, Studiengangs- und Modulziele kompetenzorientiert zu formulieren, insbesondere um die Anrechnung von andernorts (im europäischen Ausland) erbrachten Leistungen vergleichbar zu machen und damit studentische Mobilität zu erleichtern. Die Kompetenzbeschreibungen orientieren sich dabei an europäischen bzw. deutschen Standards wie dem Europäischen Qualifikationsrahmen (EQR), dem Deutschen Qualifikationsrahmen DQR bzw. dem Qualifikationsrahmen für Deutsche Hochschulabschlüsse (HQR). Zudem gibt es eine Reihe von fachlich ausgearbeiteten Qualifikationsrahmen.
Für die entsprechenden kompetenzorientierten Formulierungen stehen an vielen Hochschulen gute Handreichungen zur Verfügung. Gleiches gilt für die kompetenzorientierte Entwicklung von Curricula und Studiengängen. Die Übereinstimmung mit diesen Regeln wird mit Hilfe von Programm- oder Systemakkreditierungsverfahren überprüft.

## Die kompetenzorientierte Gestaltung von Lehre und Studium
Die kompetenzorientierte Gestaltung von Lehre und Studium bzw. genauer die Gestaltung des Lehr-Lernprozesses durch das gesamte Studium zielt darauf ab, dass die Studierenden die Ziele (Handlungskompetenzen) auch tatsächlich erreichen. Zu unterscheiden sind hier die Ebenen des Studiengangs (Makroebene), des Moduls (Mesoebene) sowie der Lehrveranstaltungen (Mikroebene).
Die kompetenzorientierte Modellierung von Lehre und Studium basiert auf Idee der im Studienverlauf steigenden Handlungskomplexität. Diese ist wie folgt umsetzbar:
1. durch die Steigerung der Komplexität der Handlung (zunehmend komplexere, vollständigere Handlungen), z. B.
  1. Studienanfang: Anfertigen einer Zusammenfassung eines wissenschaftlichen Artikels
  2. Studienende: Schreiben eines wissenschaftlichen Artikels
2. und/oder durch die Steigerung der Schwierigkeit (höheres Handlungsniveau: adäquatere Realisierung der gleichen Handlung), z. B.
  1. Studienanfang: Darstellung des Forschungsstandes auf Basis von drei vorgegebenen Quellen
  2. Studienende: Darstellung des Forschungsstandes auf der Basis einer wissenschaftlichen Recherche.

U.a. Ludwig Huber und David Jonassen halten es zudem für geboten, dass die Lernsituation einer späteren Verwendungssituation sehr nahe kommt, da es Lernenden den nötigen Transfer des Gelernten in neue Handlungssituationen erleichtert. Huber (ebd., S. 21f.) fasst es so: „Es kommt auf Handlungen, schärfer: auf Handlungsvollzüge an, die von Anfang bis Ende von einem Lernenden geplant und durchgeführt bzw. erfahren werden müssen, wobei Voraussetzung und Ziel zugleich seine diesbezügliche Selbstorganisation(sfähigkeit) ist  (vgl. Schobel 2005, S. 102).“
Kompetenzorientierte Lehr-Lernformate wie Projektorientierte Lehre oder Forschendes Lernen sind in der Regel nur erfolgreich, wenn – im Sinne des Constructive Alignment – durch die Prüfung Handlungsvollzüge bzw. Handlungsergebnisse bewertet werden und nicht nur Wissen abgefragt wird.
Auf der Mikroebene der Lehrveranstaltung bzw. des Lernarrangements werden typischerweise u. a. folgende Prinzipien mit dem Ansatz der Kompetenzorientierung verbunden:
- (komplexe) Problem- bzw. Zielorientierung
- Prozessorientierung: der Prozess der Lösung wird sichtbar und fordert Entscheidungen und Ideen von den Studierenden
- Verknüpfung mit vorhandenem Wissen
- Kontext- bzw. situationsgebunden, z. B. durch authentische Aufgabenstellung (reale Welt), die für die Studierenden als bedeutsam und sinnstiftend erfahren werden kann.
- Reflexion des Prozesses (u. a. hinsichtlich des Lernprozesses)

Die kompetenzorientierte Gestaltung kann sich zudem auf andere, nicht inhaltliche Aspekte (z. B. Ordnungen, Räume, technische Infrastruktur) beziehen, wenn dadurch die Handlungskompetenzen überhaupt erst bzw. effektiver und effizienter erworben werden können (z. B. Werkstatt, Labor, Praxisprojekt, Planspielzentrum).

## Die Gestaltung von Prüfungen zur Erfassung von Kompetenzen
Durch die Vergabe von Kreditpunkten/ECTS versichern Hochschulen, dass die Absolventinnen und Absolventen ihrer Veranstaltung bzw. Moduls die in der Veranstaltungs- bzw. Modulbeschreibung niedergelegten Kompetenzen tatsächlich erworben haben. Bei Übereinstimmung der Anforderungen sind gemäß der Lissabon-Konvention die nachgewiesenen Kompetenzen anderorts anzuerkennen. Kompetenzprüfungen dienen also dem Nachweis, ob und zu welchem Grad Studierende (durch die Lehr-Lernaktivitäten) eine Kompetenz tatsächlich erworben haben, sie also über eine adäquate Handlungsfähigkeit entsprechend der festgelegten Ziele verfügen.
Allerdings lassen sich Kompetenzen eines Individuums nicht direkt erfassen, sondern können nur auf Basis einer Handlung (Performanz) erschlossen werden. Beispiel: Ob und wie gut eine Person in der Lage ist, Französisch zu sprechen (Kompetenz), ist nur erkennbar, wenn diese Person Französisch spricht (Performanz). Mit Hilfe von Kompetenz- oder Niveaustufenmodellen kann der Grad der Kompetenz kriteriengeleitet beurteilt werden (z. B. bei Sprachen (GERR) A1 = Anfängerin/Anfänger bis C2 = Muttersprachlerin/Muttersprachler).
Damit kompetenzorientierte Prüfungen den Erwerb von Kompetenzen wirksam fördern können, müssen die Prüfungsaufgaben und -anforderungen eng an den angestrebten „Learning Outcomes“ ausgerichtet sein. Dies betrifft nicht nur die inhaltliche Gestaltung und die situativen Rahmenbedingungen der Aufgaben, sondern insbesondere die Art der geforderten Leistungen sowie das Anspruchsniveau der angestrebten Lernergebnisse.
Obzwar Hochschulen gehalten sind, die Kompetenzen durch eine Perfomanzprüfung bzw. kompetenzorientierte Tests festzustellen, hält der Hochschulbildungsforscher Huber das für eine massive Überforderung von Hochschulen – aufgrund der Anzahl von Studierenden sowie dem an Hochschulen praktizierten Prüfungswesen.

## Vorläufer: Abgrenzung und Kritik
Das Konzept der Kompetenz- bzw. Outputorientierung ist (auch durch die Verankerung in den Bologna-Papieren) angetreten, die immer noch gelebte Input- bzw. Inhalteorientierung als dominantes Gestaltungsprinzip abzulösen. Die nachfolgende Tabelle zeigt wesentliche Unterschiede.
|                                          | Inhalte- /Inputorientierung | Kompetenz-/Outcomeorientierung |
| ---------------------------------------- | --- | --- |
| Orientierung an                          | Fachsystematik: Welchen Stoff lehren wir im Studium? | Lebenswelt / Situation: Welche (beruflichen, wissenschaftlichen ...) Handlungen sollen Studierende am Ende des Studiums auf welchem Niveau ausführen können? |
| Fokus auf                                | Aufbau systematischen Wissens/Leistungsfähigkeit | wissensbasierte und verantwortliche Handlungsfähigkeit |
| Annahme                                  | Vom Inhalt über die Leistung zum Problem: Wenn ich genügend Kenntnisse habe, kann ich auch Probleme lösen. | Vom Problem über die Leistung zum Inhalt: Wenn ich ein Problem adäquat lösen kann, kann ich auch ähnliche Probleme lösen.                                    |
| Lehre                                    | eher Vermittlung, Präsentation von Wissen. | eher forschend-entdeckend, z.B. projekt- oder produktbezogen                                                                                                 |
| Prüfen                                   | eher Wissensprüfung – Abprüfung von systematischem Wissen | eher Performanzprüfung – inkl. (impliziter) Wissensprüfung                                                                                                   |
| Problem in Bezug auf Lehren              | Situierung von Lerninhalten: Wie kann ich für die vielen einzelnen Inhalte Anwendungsfälle in der Praxis finden, die die Sinnhaftigkeit für Studierende erlebbar macht? Zudem ist unklar, ob eine gut strukturierte Wissensbasis auch eine gute Strukturierung für den Lernprozess darstellt. | Identifikation der Wissensbasis: Was genau muss ich lehren, wenn Studierende die Kompetenz erwerben sollen, einen wiss. Fachartikel zu schreiben?            |
| Problem in Bezug auf Lernergebnis        | Erwerb von trägem Wissen: Es bleibt unklar, ob Absolventen ihr Wissen anwenden können, da u.a. das Identifizieren von Problemen und möglichen Lösungswegen i.d.R. nicht gelehrt und geübt wird.                                                                                               | Erwerb von systematischem Wissen: Es kann nur beispielhaft geprüft werden, ob Absolventen systematisches Wissen aufgebaut haben.                             |
| Indiz für Problem aus Sicht der Kritiker | Studierende in höheren Semestern können sich nicht an Wissen aus den Grundlagenveranstaltungen erinnern bzw. dieses anwenden. | Studierende bieten Problemlösung an, die mitunter auf Nachfrage nicht mit systematischem Wissen verbunden werden kann.                                       |

Es stehen sich hier zwei Ansätze gegenüber, die unterschiedliche Vor- und Nachteile haben. Der Ansatz der Kompetenzorientierung fokussiert die aktuellere Situations- und Lebensweltorientierung und damit die Problemlösefähigkeiten („Kompetenz als Befähigung zur handelnden Bewältigung komplexer Anforderungssituationen“), während die ältere Inhaltsorientierung die Fach-, und Wissenschaftsorientierung als Ausgangspunkt wählt. In der Praxis wird eine Kombination aus beiden Ansätzen gelebt. So sind im Rahmen von kompetenzorientierten Lehr-Lernformaten häufig auch Phasen der Vermittlung bzw. selbständigen Erarbeitung von Inhalten (systematische Inputs) integriert.

## Kompetenzmodelle (Kompetenzorientierung) und Lernzieltaxonomien
Kompetenzmodellierungen und die in den 50er Jahren entwickelten und später modifizierten Lerntaxonomien werden in der Praxis nebeneinander genutzt, um Learning Outcomes – insbesondere für Prüfungszwecke zu operationalisieren. Es sind bisher wenige Versuche unternommen worden, die Zusammenhänge zu erhellen. Die Lernzieltaxonomie ist komplexionshierarchisch organisiert, d. h. dass das Lernziel Handeln, beurteilen, Neues generieren alle andere Lernziele beinhaltet. Auch wenn dadurch nahegelegt wird, dass diese Stufen im Studienverlauf nacheinander zu durchlaufen sind, ist das keineswegs der Fall. Es gibt keinen festgelegten Startpunkt. So kann ein Dozent Studierenden beispielsweise ein komplexes Problem vorlegen, das Studierende projektartig (Neues generieren) zu lösen versuchen, indem sie sich u. a. das dafür nötige Fachwissen, benötigte Methoden (inkl. der Auswahl der relevanten) und sowie die (soziale) Koordination ihrer Aktivitäten aneignen. 
Aus Sicht der Kompetenzorientierung kann man die Taxonomie nutzen, wenn man sie als Analyseinstrument betrachtet: Welcher Ebene lässt sich eine Handlung zuordnen, die zur Lösung einer spezifischen Problemstellung nötig ist (s. Tabelle).
Nach Oliver Reis können spezifische Kompetenzbestandteile den Lernzielstufen zugeordnet und entsprechend unabhängig gemessen (geprüft) werden, wie die nachfolgende Tabelle zeigt.
| Taxonomie der Lernziele               | Kompetenzbestandteile              | Messgegenstände           | Lernergebnisse/Handlungen (Beispiele)   | Messverfahren |
| ------------------------------------- | ---------------------------------- | ------------------------- | --------------------------------------- | ------------- |
| Kennen                                | Kenntnisse/Wissen                  | Ressourcen als Grundlagen | Definition, Lexikoneintrag              | Testen        |
| Verstehen                             | Kenntnisse/Wissen                  | Ressourcen als Grundlagen | Analogie, Diagramm, Zusammenfassung     | Testen        |
| Anwenden                              | Fertigkeiten                       | Aneignung und Reflexion   | Vorhersage, Projekt, Video              | Befragen      |
| Anaylse                               | Fähigkeiten/Kontextwissen          | Aneignung und Reflexion   | Erhebung, Modell                        | Befragen      |
| Synthese                              | Handlungsfähigkeit/Selbststeuerung | Prototypisches Verhalten  | Empfehlung, Gruppendiskussion           | Beobachten    |
| Handeln, beurteilen, Neues generieren | Einstellungen                      | Prototypisches Verhalten  | Artikel, Bericht, Cartoon, Intervention | Beobachten    |

Andere sehen Kompetenzen als grundsätzlich funktional und kontextuell eingebettet an. Jegliche Kompetenz wird erst in der Ausführung einer Handlungen in einem spezifischen Kontext sichtbar.
Wissen wird z. B. in der Handlung „Definieren“ von Begriffen sichtbar: Beispielsweise wenn eine Ärztin einem Patienten ein Krankheitsbild für diesen verständlich beschreibt. Die Kompetenz umfasst dann eben nicht nur die sachlich richtige Definition des Krankheitsbildes, sondern auch das im jeweiligen Kontext prototypisch angemessene Verhalten, ggf. gar eine unvollständige bzw. verkürzte, aber zielführende Definition ohne medizinische Fachbegriffe. Das Vortragen einer medizinisch angemessenen Definition würde hier differenziert bewertet werden müssen. Auf der Ebene der Fachkompetenz sehr hoch, auf der Ebene der Sozialkompetenz sehr niedrig, sodass im Ergebnis diese Handlung als nicht zielführend bewertet werden müsste: Denn der Patient versteht nicht, was für eine Krankheit er hat.

## Theoretisches Grundverständnis der Kompetenzorientierung (Wissenssoziologischer Ansatz)
Der Ansatz der Kompetenzorientierung schlägt die Brücke zwischen Individuum, kontextgebundener Situation und dem tradierten, gesellschaftlich geteilten Wissensvorrat. Die Verbindung zwischen diesen liegt in Handlungen in spezifischen Kontexten und in der (Handlungs-)Kompetenz von Individuen, diese Handlungen adäquat, d. h. verantwortlich, auf höchster Kompetenzstufe professionell auszuführen.
1. Gesellschaftlich geteilter Wissensvorrat: Darunter werden gesellschaftlich verfestigte (institutionalisierte) Strukturen verstanden, die unsere soziale Wirklichkeit erst konstruieren. Sie bestehen unabhängig von einzelnen Individuen und werden als faktisch und objektiv angesehen.[23] Das können z. B. Symbole, Begriffe, Konzepte und Prozeduren sein. Beispiel: Vor uns steht eine „rote Ampel“. Alle Personen, die der Gemeinschaft angehören, wissen um die Bedeutung dieses Gegenstandes und wissen auch, wie sie regelkonform handeln sollten.
2. Kontextgebundene Situationen: Dieser Aspekt beschreibt unsere jeweilige Lebenswirklichkeit zu einem spezifischen Zeitpunkt mit den jeweiligen Bedingungen, in der wir mit spezifischen Rollen beteiligt sind. Der domänenspezifische Kontext gibt jeweils vor, wie sich die Personen zu verhalten bzw. zu handeln haben. Beispiel: Die Lehrperson oder die Studierenden in der Vorlesung Physik in ihrer jeweiligen Rolle. Studierende dürfen hier in der Regel – da konventionell festgelegt – nicht am Rednerpult stehen und nicht über etwas anderes als Physik bzw. Studium sprechen, es sei denn, die Lehrperson bittet sie darum.
3. Individuum: Kompetenzen sind mehrdimensional (kognitiv, psychomotorische, motivationale, soziale und volitionale Aspekte) und subjektgebunden, d. h. lern- und erfahrungsabhängig. Sie folgen spezifischen Entwicklungsstufen.[17] Jede durchgeführte Handlung umfasst also die Person als Ganzes. Beispiel: Die sprachliche Handlung „Paul, es zieht!“ gibt nicht nur an, dass etwas der Fall ist, es einen Luftzug gibt (kognitiv), sondern auch, dass dieser für die sprechende Person unangenehm und deshalb zu verändern ist (motivational). Auch die Beziehung zwischen dieser Person und Paul wird deutlich, wenn sie Paul indirekt auffordert, das Fenster zu schließen (sozial).[22] Eine andere Person würde in der gleichen Situation ggf. anders agieren, z. B. „Paul, könntest du bitte das Fenster schließen, denn es zieht.“

## Kritik
Obwohl die Kompetenzorientierung in den Akkreditierungsvorgaben enthalten ist, wird gefragt, wie die zeitintensiven Performanzprüfungen an Hochschulen für die große Anzahl an Studierenden geleistet werden können.
Auch wird dem Ansatz der Kompetenzorientierung bzw. der gelebten Umsetzung in der Schule u. a. das Folgende vorgeworfen:
- eine Ökonomisierung der Bildung
- instrumentelle Verfügung über Wissen ohne Verinnerlichung: „nützliche Idioten“ statt „urteilsfähige Bürger“[24]
- Funktionalität und verantwortungslose Anpassung statt Urteilskraft, Kritikfähigkeit, Autonomie und substantielles Wissen

Ob bzw. inwiefern die Kritik auch für die wissenschaftsorientierte Lehre an Hochschulen mit dem expliziten Ziel der Förderung des kritischen Denkens zutrifft, wird u. a. in der Wissenschaftsdidaktik thematisiert.